# Dimetyl amin
Dimetylamin hay N-mêtylmêtanamin là một hợp chất hữu cơ thuộc chức amin có công thức phân tử là C2H7N. Công thức cấu tạo của dimetyl amin là CH3NHCH3. Nó có một đồng phân là etylamin. Nó là một amin bậc hai, ở dạng khí không màu, dễ bắt cháy với mùi khai tương tự như amonia hay mùi cá. Dimetyl amin nói chung được bắt gặp ở dạng dung dịch nước với nồng độ lên tới 40%. Năm 2005, ước tính khoảng 270.000 tấn hóa chất này đã được sản xuất.

## Cấu trúc và tính chất
Phân tử hóa chất này bao gồm một nguyên tử nitơ với hai nhóm metyl và một proton. Dimetyl amin là một base và pKa của muối amoni CH3-NH2+-CH3 là 10,73, một giá trị lớn hơn của metyl amin (10,64) và trimetyl amin (9,79).
Dimetyl amin phản ứng với các acid để tạo ra các muối, như dimetyl amin hiđrôclorua, một chất rắn không mùi màu trắng với điểm nóng chảy là 171,5 °C. Dimetyl amin được sản xuất bằng phản ứng có xúc tác của metanol với amonia ở nhiệt độ và áp suất cao:
2 CH3OH + NH3 → (CH3)2NH + 2 H2O

## Sử dụng
Dimetyl amin là tiền chất cho một vài hợp chất có tầm quan trọng công nghiệp. Nó phản ứng với disulfua cacbon để tạo ra dimetyl dithiocacbamat, một tiền chất cho họ hóa chất sử dụng rộng rãi trong lưu hóa cao su. Các dung môi dimetyl formamit và dimetyl axetamit cũng sản xuất từ dimetyl amin. Nó là nguyên liệu thô cho sản xuất nhiều hóa chất nông nghiệp và dược phẩm, như dimefox và diphenhydramin. Vũ khí hóa học tabun có nguồn gốc từ dimetyl amin. Chất tẩy rửa bề mặt lauryl dimetyl amin oxide được tìm thấy trong xà phòng và các chất tẩy rửa khác. Dimetyl hydrazin bất đối xứng, một nhiên liệu cho tên lửa, cũng được điều chế từ dimetyl amin.

## Hóa sinh học
Loài gián Đức (Blattella germanica) sử dụng dimetyl amin (DMA) như là pheromon để liên lạc
DMA trải qua quá trình nitroso hóa trong điều kiện acid yếu để tạo ra dimetyl nitrosamin. Tác nhân gây ung thư nguồn gốc động vật này đã được phát hiện và định lượng trong các mẫu nước tiểu của người và nó có thể sinh ra từ nitroso hóa của DMA bởi các oxide nitơ có trong mưa acid tại các quốc gia công nghiệp hóa cao.